# Vinary (Přerov)
Vinary (německy Winar) jsou jednou z nejstarších místních částí statutárního města Přerova. Nachází se asi 3,5 km na sever od Přerova. V roce 2009 zde bylo evidováno 273 adres. V roce 2001 zde trvale žilo 788 obyvatel.
Přerov XI-Vinary leží v katastrálním území Vinary u Přerova o rozloze 2,88 km2.

## Historie
Osada tvořená dvěma domky v blízkosti potoka a pěti rybníků vznikla koncem 12. století. Na počátku 13. století se osada rozrostla na 4 až 6 domů a započalo se zde s pěstováním vinné révy. Víno bylo natolik dobré, že místní vinaře proslavilo v širokém okolí. Je vcelku logické, že původní název osady Rybáři byl nahrazen novým Winarzy, který postupně přešel až na dnešní Vinary. Vinary měly několik pánů, přičemž nejvýznamnější byl Vilém z Pernštejna. V letech 1663–1774 byly Vinary v držení jezuitského řádu. Po zrušení jezuitského řádu roku 1774 připadly Vinary majetkovému fondu, který některé grunty odprodal místním sedlákům, kteří začali s rozvojem obce – vybudován mlýn, pivovar, pálenice. Do dnešních dnů se však žádné z těchto staveb nedochovaly. Přiškolena a přifařena byla obec do nedalekého Předmostí. V roce 1960 se Vinary spojily s obcemi Lýsky a Popovice ve střediskovou obec Viničná. V roce 1980 byly všechny tři části připojeny k Přerovu.

## Významní rodáci
- prof. MUDr. Julius Petřivalský (29. 11. 1873 – 7. 12. 1945) – přednosta chirurgického oddělení Masarykovy univerzity v Brně, primář zemské nemocnice v Brně a zakladatel přerovské nemocnice
- Stanislav Krátký (17. 9. 1914 – 14. 11. 2001) – akademický malíř, portrétista